# Contea di Webster (Virginia Occidentale)
La contea di Webster ( in inglese Webster County ) è una contea dello Stato della Virginia Occidentale, negli Stati Uniti. La popolazione al censimento del 2000 era di 9 719 abitanti. Il capoluogo di contea è Webster Springs.

## Suddivisioni

### Town
- Camden-on-Gauley
- Cowen
- Webster Springs (sede della contea; chiamata anche Addison)

### Census-designated places
- Bergoo
- Parcoal

### Unincorporated communities
- Big Run
- Boggs
- Bolair
- Cleveland
- Curtin
- Diana
- Donaldson
- Dyer
- Erbacon
- Excelsior
- Gauley Mills
- Guardian
- Hacker Valley
- Halo
- Replete
- Upperglade
- Wheeler